# Кароль Дейна
Ка́роль Де́йна (пол. Karol Dejna; нар. 10 листопада 1911, Великі Бірки на Тернопільщині — пом. 15 квітня 2004, Лодзь) — польський мовознавець-славіст, доктор філологічних наук (1959), професор (1954), академік Польської АН (1989).

## Життєпис
Народився в с. Великі Бірки, нині смт Тернопільського району Тернопільської області в родині заможних хліборобів. У рідному селі навчався в початковій школі.
У 1930 закінчив Тернопільську державну гімназію. У тому ж році вступив до Львівського університету на факультет польської і слов'янської філології, який успішно закінчив в 1935, захистивши наукову роботу, написану під керівництвом проф. Генріка Гєртнера (Henryk Karol Gaertner), здобувши ступінь магістра філософії за спеціальністю польське і слов'янське мовознавство. Як вчений формувався під впливом львівського наукового творчого середовища полоністів і славістів.

## Наукова діяльність
Від 1945 працював у Лодзинському університеті (Uniwersytet Łódzki) та лодзинському Відділі Польської АН. Досліджував слов'янські (українські, польські, чеські) діалекти, розробляв теоретичні проблеми лінгвістичної географії, засади діахронічної інтерпретації лінгвістичних карт і атласів, теоретичні і практичні питання діалектичної лексикографії.
Уперше докладно описав фонетику й граматику українських наддністрянських говірок, визначив їх внутрішнє членування, окреслив набір диференціальних рис, якими наддністрянський діалект протиставляється іншим діалектам («Подільсько-волинське мовне суміжжя», 1938; «Українські говірки на захід від Збруча», 1947; «Українські говірки Тернопільщини», 1957; та інші). Вивчав українсько-польські та українсько-білоруські міждіалектичні контакти («Польські елемерок, на підстанти в західноукраїнських діалектах», 1948; «Мовна належність брестсько-пінських говірок», 1977, усі праці польською мовою) та ін. Уклав «Atlas polskich innowacji dialektalnych» («Атлас польських діалектичних інновацій», 1981). Розробив питальник та наукові засади нового польського діалектологічного атласу: «Atlas gwar polskich. Kwestionariusz-notatnik» («Атлас польських говорів. Питальник-записник», 1987); «Atlas gwar polskich» («Атлас польських говорів», т. 1-4, 1998—2002; т. 2-3, у співавторстві.). Автор регіональних діалектичних словників: «Słownictwo ludowe z terenu województw Kieleckiego i Łódźkiego» («Народна лексика Телецького і Лодзинського воєводств», ч. 1-12, 1974-85), «Słownik gwary czeskiej mieszkańców Kucowa» («Словник чеського говору жителів Куцова», 1990). Опублікував атлас «Polsko-laskie pogranicze jęzkowe na tereni Polski» («Польсько-ляське мовне суміжжя на терені Польщі», т. 1-2, 1951- 53), ґрунтовне дослідження «Праслов'янські фонологічні системи» (1968), працю «Польські діалекти» (1973, польською мовою).

## Нагороди
У 2002 відзначений найвищими польськими державними нагородами Командорським Хрестом з орденською Зіркою Відродження Польщі.